# Romage
Romage（ロマージュ）は、作曲家、編曲家、作詞家Syn主宰の日本の音楽ユニット。

## 概要
"オーケストラにバンドサウンドを入れると、それはクラシックではないのか？"を掲げる。
ロマン派・標題音楽を踏襲し、物語音楽を主体とした、楽曲は公式サイト上にアップされている小説に沿って流れていくという作風をとる。その世界観は、Synがストーリー原案を出し、ゲストの小説家がそれを元に執筆。歌詞と擦り合せながらイラストも織り交ぜつつ徐々に完成していくようだ。
楽曲はミュージカルのような構成のため、Aメロ・Bメロ・サビのような形は少ない。また、楽曲を超えて同じメロディや歌詞が使われていたり、楽譜にして初めて分かる描写があるなど、ひとつの作品に込められたギミックや謎解きも多い。
歌い手・演奏者は楽曲によって異なり、固定メンバーは立てられていない。ラジオ番組『STAR DREAMER!』にSynがゲストとして登場した時には、「Romageの楽曲は同じ曲の中でもで音楽ジャンルが変わるので、それに1人の演奏者で対応するのは難しい。また歌い手も、登場人物の違いやキャラクターによってキャスティングを考える。同じ人が歌うにはその理由がある。」と語る。

## 参加メンバー
木村キョウ - ヴォーカル・コーラス
ヴォーカルパフォーマー。ヤマハpmsヴォーカル科講師。岡山県出身。アニソン着うたシンガーとして週間ダウンロード10位以内の実績を持つ。また、BAMP（バルーン・アニメ・ミュージック・パフォーマー）というユニットにて歌のお兄さんとしても活躍中。歌いながらバルーンで様々なキャラクターを作り上げるパフォーマンスは子どもから大人まで楽しめると人気。ゴスペルやアカペラを歌うヴォーカルグループBe-Beingメンバーとしても活動中。
工谷明子 - ヴォーカル・コーラス
安田学園安田高等学校普通科卒業。愛知県立芸術大学音楽学部音楽科声楽専攻卒業。大学卒業後、東京日本声楽家協会に所属。高校在学時、第10回全日本高等学校声楽コンクール広島県大会第一位、第55回瀧廉太郎全国記念音楽祭に出場。大学在学時、定期演奏会及び、卒業演奏会出演。2010年、第12回廿日市さくらぴあ新人コンクール第二位。
岡田紗栄 - ヴォーカル・コーラス
広島文化学園大学学芸学部音楽学科卒業。卒業演奏会出演。声楽を小畑佳子、梅川美和らに師事。MAYA OPERA PRODUCE「こうもり」、「メリー・ウィドウ」、「天国と地獄」の合唱、「ウィーン気質」ロリ、フェルマータ第5回演奏会 ライオン・キングの世界にて、シェンジで出演。第10回藤井清水音楽コンクール優秀賞。
ニュータイプあぃ - ヴォーカル・コーラス
広島を拠点に活動するローカルアイドル。2013年にオリジナル曲「カワイイ」で全国デビュー。県内外のアニソンイベントに精力的に参加。クラブでのイベントの際はDJを務める意外な一面も持つ。
前田順三 - ベース・コントラバス
18歳から大阪・京都でプロ活動開始。ライブハウス中心に数々のセッションに参加。国内外のトップアーティストとの共演多数。主なところでは、吉田次郎・竹下清志・ジーンレイク・ジーンジャクソン・小池修・梶原順・小野塚晃・桑山哲也・檜山学など。後進の指導も行っている。
松長佑磨 - ベース
Romage 1st album「Yggdrasill」がレコーディングデビューとなる。前田順三の影響で13歳からベースを始める。数年間のバンド活動を経て、現在は広島を拠点にフリーのベーシストとして活動中。
小川裕雅 - ドラム・パーカッション
東京藝術大学卒業。1999年、台湾での電子楽器によるオペラ「蝶々夫人」公演にシンセパーカッション奏者として出演。また、2000年には読売日本交響楽団のエキストラ奏者としてカナリア諸島音楽祭およびヨーロッパツアーに参加。これまでに打楽器を有賀誠門、岡田知之、菅原淳、安本由美子らに師事。また、ドラムとラテンパーカッションを金子安延、折田吉弘、石川武らに師事。広島ウインドオーケストラ打楽器奏者。打楽器アンサンブル「A－UN」メンバー。西日本打楽器協会山陽地区理事・広島県支局長。あきクラシックコンサート実行委員。
森川泰介 - ドラム
主に広島で活動中のドラマー
山下潤 - ピアノ
Romage 1st album「Yggdrasill」がレコーディングデビューとなる（制作時は15歳）。父はピアニストの山下雅靖。
重廣沢氏 - ギター
ギタリスト、作編曲家。ヤマハ大人の音楽レッスンギター科、ウクレレ科講師。14歳でギターを手にし、ポップス、技巧派メタル、ソウル、ジャズ、クラシック等を経て19歳よりプロ活動を開始。アーティスト活動や、ギタリストとしてバックバンド、ライブ、レコーディング、レッスン等を行いながらも自身の作曲や、映画音楽の提供、ピアノ曲、合唱曲、ビッグバンドのアレンジ等も行っている。
今井千晶 - ヴァイオリン
愛知県立芸術大学音楽学部作曲専攻音楽学卒業、日本音楽学会例会にて卒業論文を発表。エリザベト音楽大学大学院器楽科修了。国内外の講習会に参加、同大学院新人演奏会出演、第2回横浜国際音楽コンクールアンサンブル部門審査員賞。これまでに長谷川夕子、数住岸子、井後勝彦、矢嶋佳子、澤和樹、北垣紀子、石川静、田野倉雅秋らに師事。現在、あきクラシック実行委員、エリザベト音楽大学大学院非常勤演奏副手、助手。
藪内勇人 - フルート
広島文化学園大学音楽演奏専攻修了。在学中アフィニス夏の音楽祭において、W.リッターと共演。現在フリーランスで活動をする傍ら、作曲活動も行う。
yoshino - イラスト
鵺屋イサイ - 小説
宍殿美里 - 小説
ハク - 小説

## ディスコグラフィー

### アルバム
| 枚  | 発売日       | タイトル   | 規格品番  |
| --- | ------------ | ---------- | --------- |
| 1st | 2014年7月4日 | Yggdrasill | BRDS-1015 |

## 出演

### ラジオ
- STAR DREAMER!（2014年9月13日、全国コミュニティFM）